# Курбониён, Абдусалом Каримович
Абдусалом Каримович Курбониён (Курбонов) — таджикский государственный деятель, министр финансов Таджикистана (2013—2018).

## Биография
Родился 9 февраля 1959 года в Дангаринском районе Хатлонской области.
Окончил Таджикский политехнический институт по специальности «инженер-строитель» (1982), Институт налогообложения и права по специальности «экономист» (1999), Академию государственной службы России (2010).
В 1982—1984 гг. служил в Вооруженных Силах СССР. Затем работал инженером-сантехником, мастером механизированной колонны №38 (Дангаринский район).
С 1986 по 1995 год на руководящих должностях в отделе (управлении) строительства Управления (Министерства) мелиорации и водных ресурсов Хатлонской области и Душанбе.
С 1995 по 2006 год старший инспектор, заместитель начальника и начальник налоговой инспекции Дангаринского района.
В 2006—2013 гг. директор Управления строительства правительственных зданий Исполнительного аппарата президента.
Министр финансов Таджикистана с 29 ноября 2013 по 19.01.2018. Указом президента Таджикистана Эмомали Рахмона от 19 января смещен с занимаемого поста.
Награждён орденом «Шараф» I степени.
Умер 20 июля 2021 года. Похоронен на родине.
Семья: жена, четверо детей.